# Arachidylalkohol
Arachidylalkohol (ikosan-1-ol) je nasycený mastný alkohol s nerozvětveným řetězcem obsahujícím 20 atomů uhlíku. Vyrábí se hydrogenací kyseliny arachidové či arachidonové a má využití v kosmetických přípravcích.